# Francesco Collecini

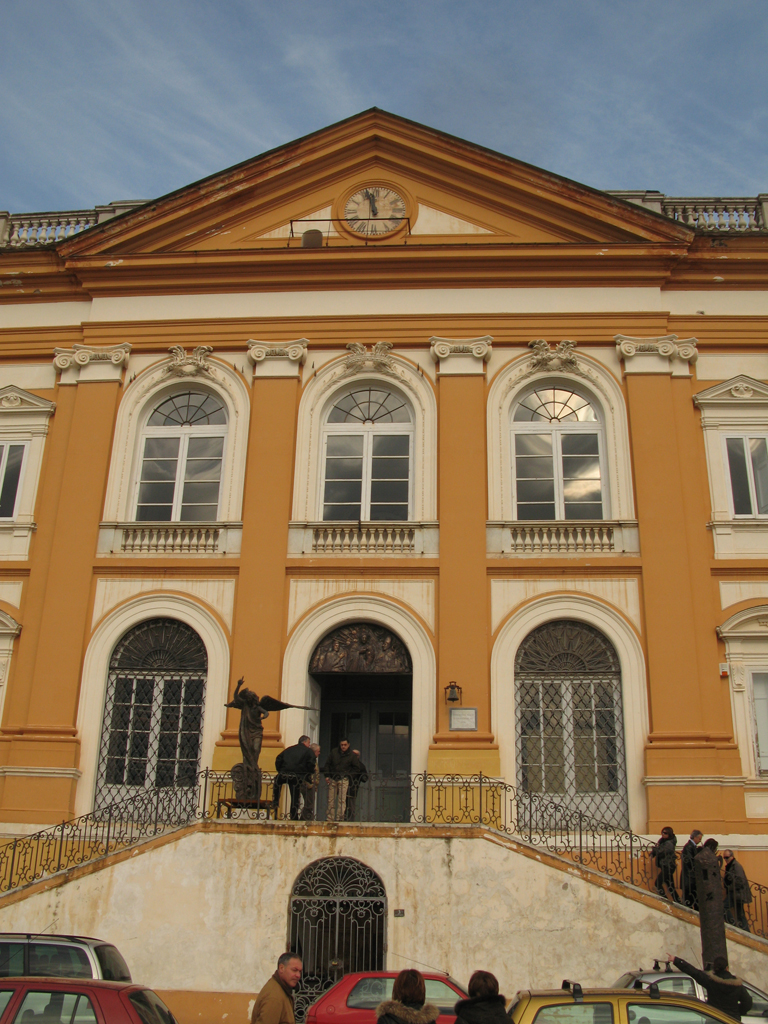
Il Palazzo Belvedere

Francesco Collecini (Roma, 1723 – Caserta, 24 dicembre 1804) è stato un architetto e urbanista italiano.

## Biografia
Il suo primo incarico è stato quello di partecipare, nel 1750, ad un concorso clementino per Un magnifico collegio capace di potervi separatamente insegnare le matematiche e le belle arti, il suo progetto arrivò secondo insieme a quelli di Gaetano Sintes, mentre vinse quello di Francesco Sabatini; i tre giovani architetti vennero apprezzati da Luigi Vanvitelli, insieme a quest'ultimo i tre andarono nel Regno di Napoli perché chiamati da Carlo III di Borbone nel suo progetto politico e sociale di rinnovo del Regno di Napoli: l'architetto Sintes lavorerà nello studio del Vanvitelli a Napoli, mentre il Collecini e Sabatini a Caserta.
Il Collecini divenne primo intendente del Vanvitelli, cioè direttore dei cantieri reali. Dal Vanvitelli venne incaricato di livellare l'Acquedotto Carolino e nel 1769 venne incaricato nella realizzazione della peschieria grande nel parco della Reggia di Caserta. In quegli anni Francesco Collecini ebbe direttamente dal re l'incarico di progettare e costruire la tenuta reale di Carditello, splendido esempio di reggia di campagna. Dopo la morte del Vanvitelli avvenuta nel 1773, venne nominato architetto regio Carlo Vanvitelli e il Collecini fu qualificato come architetto particolare dal re Ferdinando IV di Napoli. Nel medesimo anno lo si vede attivo a San Leucio, nella Real Colonia di San Leucio progetta diversi edifici seguendo le orme del suo maestro, appunto il Vanvitelli.
Vennero erette diverse opere come la Vaccheria, la Canetteria e il restauro del Palazzo Belvedere, sempre allo stesso architetto sono ascrivibili le seterie. Tra il 1786 e il 1794 vennero erette trentasette unità, di fronte al Palazzo Belvedere, destinate come abitazioni dei dipendenti delle seterie. Nel 1799 il Collecini progettò la sua ultima opera che venne ultimata dal suo allievo Giovanni Patturelli, è una chiesa situata in zona Vaccheria. Il Collecini si occupò anche di altri siti reali come quello di Carditello.
Fu anche autore di progetti mai realizzati come Ferdinandopoli e un ospedale da costruirsi nella comunità di San Leucio.